# ジェイコブセン触媒
ジェイコブセン触媒（ジェイコブセンしょくばい、英: Jacobsen’s catalyst）は、N,N’-ビス(3,5-ジ-tert-ブチルサリチリデン)-1,2-シクロヘキサンジアミノマンガン(III)塩化物の慣用名であり、マンガンとサレン型配位子から成る配位化合物である。エナンチオ選択的にアルケンをエポキシドに変換するジェイコブセン・香月エポキシ化反応における不斉触媒として利用される。この触媒が開発される以前は、アルケンの不斉エポキシ化には香月・シャープレス不斉エポキシ化で見られるように、基質はアルコールのような官能基を持つ必要があった。ジェイコブセン触媒のような不斉触媒は医薬品合成などで有用である。

## 構造と性質
ジェイコブセン触媒は、中心のマンガン原子とサレンの四座配位子からなる。サレン骨格の酸素原子と窒素原子とそれぞれ1つずつ、合計4つの結合を介してマンガン原子と結合する。触媒の不斉はジアミン骨格が寄与している。

## 調製
エナンチオマーの両方が市販されている。ジェイコブセン触媒は、trans-1,2-ジアミノシクロヘキサンに対して、 3,5-ジ-tert-ブチルサリチルアルデヒドと反応させてシッフ塩基を形成することで調製できる。空気下で酢酸マンガン(II)と反応させるとマンガン(III)錯体が得られ、さらに塩化リチウムを加えると、クロロ誘導体として単離できる。
以下に(R,R)-エナンチオマーの調製スキームを示す。
ジェイコブセン触媒の配位子を修飾することでエポキシド開環、ディールス・アルダー反応、共役付加反応など、幅広い反応に使用することができる。例えば、2002年のGetzlerらによる報告では、アルミニウムを中心金属とする類似の触媒は、β-ラクトンを得るためのエポキシドのカルボニル化に使用されている。

## 反応機構
一般的に2つのメカニズムが提案されている。1つ目は、ジェイコブセン触媒は共役アルケンを最も効果的にエポキシ化するため、この基質で安定化されるラジカル中間体の存在に基づいている。非共役アルケンの場合、ラジカルは安定化されず、ラジカル中間体の可能性はより低くなる。この場合は、酸素原子と基質間の結合形成と中心金属との結合解離が同時に進む協奏的メカニズムが有力である。
一方で、こうした場合でもラジカル中間体のメカニズムによるものであることも指摘されている。酸化剤が加えられた後に形成するO=Mn(V)錯体が活性種であると受け入れられている。tert-ブチル基の立体障害がないジアミン架橋部分からアルケンが金属酸素結合に接近すると考えられている。
しかし、ジェイコブセン・香月エポキシ化の全体的なメカニズムと同様にアルケンの接近経路についても議論がある。